# Chengdu Shuangliu International Airport
Chengdu Shuangliu International Airport (IATA: CTU, ICAO: ZUUU) (成都双流国际机场 成都雙流國際機場) er en betydende lufthavn nær Chengdu, som er er hovedstad i Sichuan-provinsen i Kina. Lufthavnen ligger ca. 16 km sydvest for Chengdus bymidte. Shuangliu Lufthavn er hub for Air China, Chengdu Airlines og Sichuan Airlines.
I 2011 håndterede Shuangliu Lufthavn 29.073.719 passengerer, hvilket gjorde den til Kinas 5. travleste. Målt på luftfragt var det også Kinas 5. travleste og målt på antal flyvninger var det Kinas 6. travleste i 2011.
12. maj 2008 lukkes lufthavnen midlertidigt pg.a. mindre skader fra Sichuan Jordskælvet i 2008, men blev genåbnet den efterfølgende dag.